# LayCool
LayCool va ser un equip femení de lluita lliure professional de la World Wrestling Entertainment, lluitaven a la marca SmackDown, tot i que apareixien sovint a Raw i també van aparèixer a la segona temporada de NXT. Les integrants del grup foren Michelle McCool i Layla. Van començar a fer equip l'any 2009 fins a l'abril de 2011.
Dins dels seus triomfs destaquen dos Campionats Femenins, un aconseguit per Michelle McCool i un per Layla; i un Campionat de Dives, obtingut per Michelle McCool. Es va pactar que els últims campionats guanyats, és a dir, el Campionat Femení aconseguit per Layla i el Campionat de Dives aconseguit per Michelle, podien ser defensats per qualsevol de les dues integrants del grup, encara que de forma oficial només estan reconeguts els regnats individuals.
Aquest equip va rebre dures crítiques durant la storyline en la qual criticaven el pes de Mickie James; una revista dedicada de temes de wrestling va afirmar que era la tàctica promocional més repugnant.

## Carrera

### WWE

#### 2009
El 15 d'abril de 2010 Layla va ser enviada a la marca SmackDown pel draft suplementari on va fer un heel turn al començar a treballar en equip amb Michelle McCool.
En la seva primera lluita a SmackDown van fer equip amb Alicia Fox per derrotar a Gail Kim, Eve Torres i Melina, Layla va poder cobrir Melina després que aquesta rebés un cop de Michelle sense que l'arbritre especial, Maria, ho veiés. La setmana següent amb el mateix equip van tornar a sortir victorioses. Van iniciar un enfrontament amb Mickie James, quan aquesta va aconseguir una oportunitat titular pel WWE Women's Championship que posseïa Michelle en aquell moment.
En el TLC 2009 Michelle va retenir el seu campionat enfront a Mickie James.
El feu va continuar durant setmanes culminant en un combat en el Royal Rumble (2010) entre Michelle McCool i Mickie James on es posaria en joc el Campionat Femení de la WWE.
A finals de 2009 van començar a anomenar-se "LayCool" donant a conèixer la creació del grup de forma oficial.

#### 2010

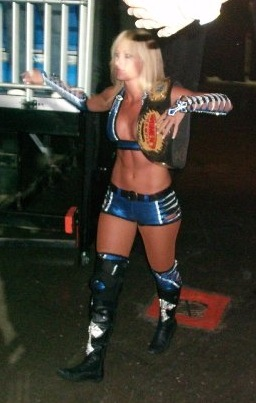
Michelle com a Campiona Femenina

En el Royal Rumble Michelle va perdre el Campionat Femení de la WWE enfront a Mickie James, però el va recuperar el 23 de febrer de 2010, corónant-se com a campiona per segona vegada, en una lluita arbitrada per Vickie Guerrero, qui va actuar a favor a de Michelle.
En la WWE Elimination Chamber (2010) van participar en un tag team contra Maryse i Eve Torres, inicialment la lluita era un combat entre aquestes dues últimes pero Vickie Guerrero va canviar la lluita perquè Maryse va criticar les dives de SmackDown.
En el WrestleMania XXVI junt amb Alicia Fox, Vickie Guerrero i Maryse van derrotar a Beth Phoenix, Kelly Kelly, Mickie James, Gail Kim i Eve Torres.
En l'Extreme Rules, Michelle va perdre el Campionat femení enfront a Beth Phoenix. La nit següent en el programa especial de Raw (Draft) van derrotar a Maryse i Eve Torres guanyant l'adquisició de Kelly Kelly cap a SmackDown.
L'11 de maig Michelle va usar la seva clàusula de revenja i ambdues LayCool es van enfrontar a Beth Phoenix en un 2-on-1 handicap match on el Campionat femení estaba en joc, per ordre de Vickie Guerrero. Layla va guanyar el campionat en ser ella la que va cobrir a Beth, però es va pactar de qualsevol de les LayCool podia defensar el títol, autoproclamant-se co-campiones femenines, tot i que només es reconeixia a Layla com a campiona de forma oficial.
Van començar un enfrontament amb Kelly Kelly & Taryn Terrell, a les quals van derrotar en dues ocasions durant el mes de maig.
L'1 de juny, en la final de la primera temporada de NXT van ser presentades com les pros de Kaval en la segona temporada. El 7 de juny a Raw van participar en una batlle royal entre totes les dives de l'empresa, pero cap d'elles va sortir victoriosa.
El 3 de juny en el programa "Superstars" Michelle va derrotar a Tiffany. El 8 de juliol en aquest mateix programa ambdues van derrotar novament a Kelly i Tiffany.
El 7 de juny a Raw van participar en una batlle royal de dives pero cap d'elles va aconseguir la victoria.
En el PPV Money in the bank (2010) Layla va retenir el campionat enfront a Kelly Kelly gràcies a la intervenció de Michelle. El 30 de juliol Michelle va retenir el campionat enfront a Tiffany. Després d'aquesta lluita Theodore Long els va advertir que només podia haver una campiona i que si no entregaven un dels cinturons hi podria haver una lluita entre les dues LayCool per definir a la campiona. La semana següent Michelle va entregar el seu cinturó i van trencar el de Layla en dos, quedant-se cada una amb una meitat.
En el SummerSlam (2010) van atacar a Melina, després que aquesta guanyés el WWE Divas Championship. El 30 d'agost en l'episodi 900 de Raw li van proposar a Melina un combat en el WWE Night of Champions per unificar el Campionat femení i el Campionat de dives, Melina va acceptar amb la condició que fos en un "Lumberjack Match". El 17 de setembre a SmackDown van fer un sorteig per decidir quina d'elles s'enfrontaria a Melina en el combat d'unificació, es va decidir que seria Michelle qui lluitaria.
En el WWE Night of Champions Michelle va unificar els dos títols femenins de la WWE al derrotar a Melina, retenint el Campionat Femení i guanyant el Campionat de Dives. Com en el cas del campionat femeni, es van autoproclamar co-campiones de dives, podent defensar el títol qualsevol de les dues però només es reconeixia a Michelle com a campiona oficial.
En el WWE Hell in a Cell Michelle va retenir el campionat enfront a Natalya, ja que aquesta va ser atacada per Layla. En el WWE Bragging Rights Layla va retenir el campionat contra Natalya, ja que aquesta va ser atacada per Michelle quan l'àrbitre no mirava.
El 25 d'octubre a Raw van derrotar a Melina i a Gail Kim. El 29 d'octubre a SmackDown van lluitar en un combat especial amb disfreces de Halloween, junt amb Alicia Fox i Rosa Mendes contra The Bella Twins, Kelly Kelly i Melina, però van sortir derrotades.
L'1 de novembre a Raw Michelle va ser derrotada per Natalya, guanyant aquesta última una oportunitat pel Campionat de dives. El 19 de novembre a SmackDown van derrotar a Natalya i Kelly Kelly.
En el Survivor Series (2010) Michelle va perdre el WWE Divas Championship enfront a Natalya en una lluita on va fer equip amb Layla. Després de la lluita van atacar a Natalya però van ser aturades per Beth Phoenix, qui retornava als rings després d'haver-se recuperat d'una lesió.
En el TLC (2010) van ser derrotades per Beth Phoenix & Natalya en el primer Divas Tables Match, marcant la primera vegada d'un combat d'aquest tipus entre dones en la companyia.

#### 2011

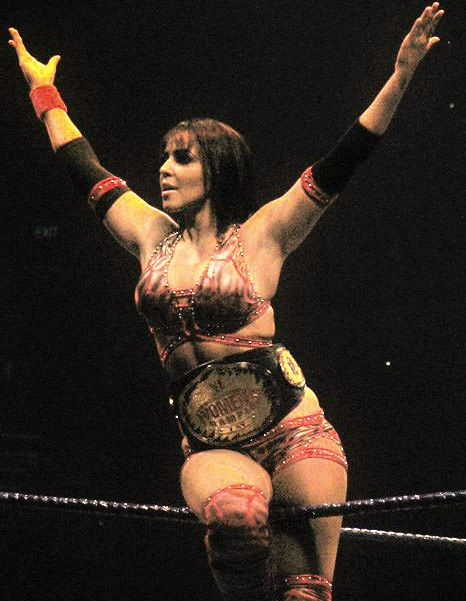
Layla com a Campiona femenina

El 24 de gener a Raw Michelle McCool va demanar la seva revenja pel Campionat de Dives en el Royal Rumble (2011), en un 2-on-1 handicap match. El 30 de gener en el Royal Rumble el GM de Raw va canviar la lluita a un Fatal-4-Way incloent a Eve Torres, Eve va cobrir a Layla al mateix temps que Michelle cubria a Natalya, pero l'àrbitre només va veure a Eve, per tant, Michelle no va aconseguir recuperar el campionat.
El 8 de febrer a SmackDown Layla va tenir un combat contra Eve Torres on el Campionat de Dives estava en joc, però no va aconseguir guanyar; aquesta derrota va provocar certa tensión entre les dues LayCool.
En el Elimination Chamber (2011) van atacar a Kelly Kelly per a defensar a Vickie Guerrero però van ser aturades per Trish Stratus, qui va aparèixer a ajudar a Kelly.
El 25 de febrer a SmackDown Layla va ser derrotada per Rosa Mendes, ja que aquesta última va ser atacada per Michelle durant el combat, cosa que va provocar una discussió entre les dues LayCool. El 4 de març a SmackDown va continuar la tensió entre Michelle i Layla, perquè, tot i que van derrotar a Beth Phoenix i Rosa Mendes, Layla en un moment del combat va emputjar a Michelle per accident i van discutir de nou.
L'11 de març Layla va derrotar a Kaitlyn gràcies a la intervenció de Michelle, aparentment les dues integrants del grup van fer les paus. El 14 de març van interferir en una lluita entre Vickie Guerrero i Trish Stratus, atacant a aquesta última, fent que Vickie sortís victoriosa del combat. El 21 de març, junt amb Dolph Ziggler i Vickie Guerrero van derrotar a John Morrison i Trish Stratus en un 4-on-2 handicap match. El 25 de març van derrotar a Rosa Mendes i Kelly Kelly.
El 3 d'abril a WrestleMania XXVII amb Dolph Ziggler van ser derrotats per John Morrison, Trish Stratus i Snooki; abans del combat Michelle va amputjar a Layla, ja que aquesta última es negava a deixar que fos Michelle qui comences el combat.
El 5 d'abril van ser derrotades per Kelly Kelly i Beth Phoenix, ja que mentre les dues integrantes del grup discutien Kelly va aprofitar per cobrir a Layla amb un "roll up". Després es va donar una discussión entre elles, ja que Michelle responsabilitzava a Layla de la derrota; després del combat Layla va proposar a Michelle fer terapia per solucinar les seves discussions, cosa que no li va semblar bé a Michelle.
El 15 d'abril durant la terapia Michelle continuava sense semblar-li bé que fessin teràpia. Aquella mateixa nit Layla va ser derrotada per Kelly Kelly quan aquesta va cobrir a Layla mentre discutia amb Michelle. Després del combat Michelle va emputjar a Layla i va marxar del ring.
El 19 d'abril durant la terapia Michelle va atacar a Layla. El 25 d'abril durant el programa especial de WWE RAW Draft (2011) Layla va ser derrotada per Eve Torres quan Michelle va distreure la seva companya per accident. Després del combat Layla va atacar a Michelle, dissolent-se el grup definitivament.

## En lluita
- Moviments finals

- Michelle

- McKick
- Faith Breaker

- Layla

- The Face Lift
- The Layout

- Managers
  - Vickie Guerrero
- Lluitadors dirigits
  - Kaval
- Tema musical d'entrada

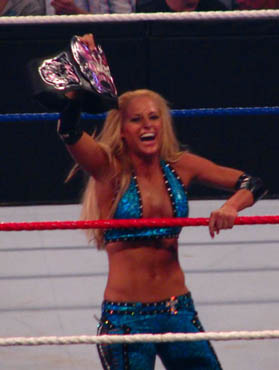
Michelle com a Campiona de Dives

  - Not enough for me de Jim Johnston

## Campionats i triomfs
- World Wrestling Entertainment
  - WWE Women's Championship (2 vegades): Michelle McCool (1) i Layla (1)
  - WWE Divas Championship (1 vegada): Michelle McCool (1)
  - Slammy Award a la Diva de l'any (2010): Michelle McCool
  - Slammy Award al Knucklehead Moment of the Year (2010)
- Pro Wrestling Illustrated
  - Situada en el Nº1 en el PWI Female 50 el 2010 (Michelle McCool)
  - Situada en el Nº36 en el PWI Female 50 el 2010 (Layla)
  - PWI Dona de l'any - 2010 (Michelle McCool)
- Wrestling Observer Newsletter Awards
  - Tàctica promocional més repugnant (2009) Crítica al pes de Mickie James